# Pajkovac
Pajkovac (en serbe cyrillique : Пајковац) est un village de Serbie situé dans la municipalité de Varvarin, district de Rasina. Au recensement de 2011, il comptait 136 habitants.

## Démographie
| 1948 | 1953 | 1961 | 1971 | 1981 | 1991 | 2002 | 2011 |
| ---- | ---- | ---- | ---- | ---- | ---- | ---- | ---- |
| 386  | 373  | 336  | 270  | 228  | 178  | 142  | 136  |

|  |